# Argy
Argy település Franciaországban, Indre megyében. Lakosainak száma 574 fő (2022. január 1.). Argy Buzançais, Francillon, Pellevoisin, Saint-Lactencin, Sougé, Villegouin és Levroux községekkel határos.

## Népesség
A település népességének változása:
| Lakosok száma | 912  | 687  | 663  | 611  | 625  | 612  | 603  | 601  | 604  | 574  |
|               | 1968 | 1982 | 1990 | 2006 | 2013 | 2015 | 2017 | 2019 | 2020 | 2022 |